# ستيفاني كوكر
ستيفاني كوكر (بالإنجليزية: Stephanie Coker)‏ هي ممثلة نيجيرية، ولدت في 28 نوفمبر 1989 في لاغوس في نيجيريا.